# گوشت دودی مونترآلی
گوشت دودی به سبک مونترآلی (انگلیسی: Montreal-style smoked meat) یا گوشت دودی مونترآلی که در مونترآل، به‌اختصار به آن گوشت دودی هم می‌گویند، نوعی غذای شبه کوشر حاضری است که در دکه‌های اغذیه‌فروشی خیابانی و همچنین رستوران‌های شهرهای مختلف کانادا و به‌ویژه مونترآل عرضه می‌شود و از گوشتِ سرسینه نمک‌سودِ گوساله و ادویه‌جات گوناگون تهیه می‌شود.
برای تهیهٔ این غذا، ابتدا گوشت را به مدت یک هفته در ادویه‌های مختلف می‌خوابانند و سپس آن را دود‌ی کرده و بعد، آن را بخارپز می‌کنند.